# هجوم غرب الباب (سبتمبر 2016)
هجوم غرب الباب هي عملية عسكرية أطلقتها قوات سوريا الديمقراطية ضد تنظيم الدولة الإسلامية (داعش) في الريف الشمالي الغربي لمحافظة حلب جنوب مدينتي مارع وتل رفعت.

## الاستعدادات
في 14 آب/أغسطس 2016، تم القبض على منبج خلال العملية التي عُرفت باسم هجوم منبج. قام فصائل قوات سوريا الديمقراطية برئاسة 16 من القادة بتشكيل المجلس العسكري لمدينة الباب على غرار المجلس العسكري لمدينة منبج من أجل الاستيلاء على الأراضي في ريف الباب التي كانت تحت سيطرة عناصر من داعش. تم دعم المجلس العسكري الجديد من قِبل الولايات المتحدة التي ساعدته في التخطيط للهجوم وكيفية تنفيذه. شنَّت القوى الرئيسية للمجلس الهجوم من الجهة الشرقية للباب على الرغم من أن عناصر المجلس كان لها وجود على الجبهة الغربية.

## الهجوم

### المرحلة الأولى

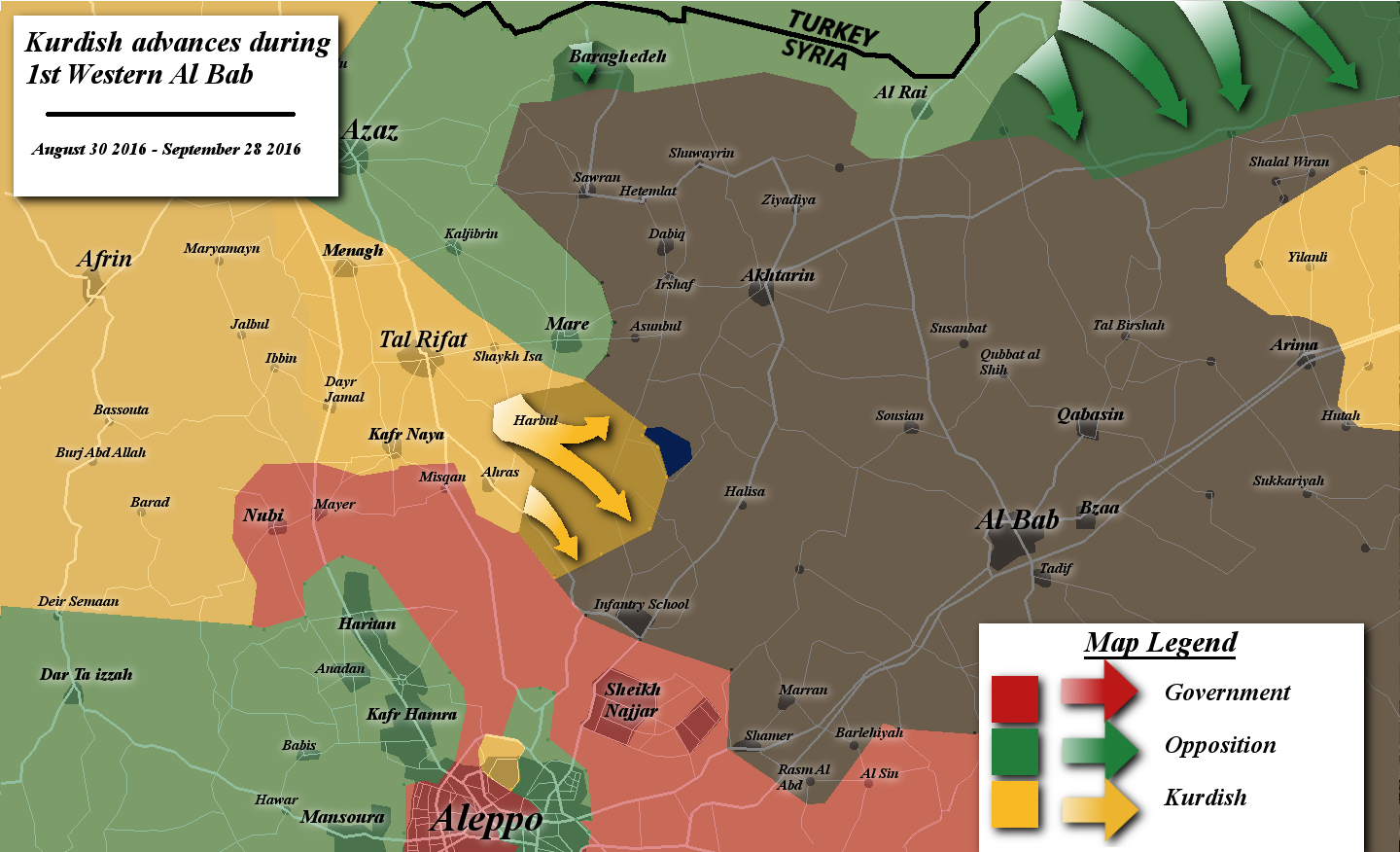
خريطة الهجوم

في 30 آب/أغسطس 2016، قصفت وحدات سوريا الديمقراطية بالمدفعية الثقيلة والهاون كما نفذت القوات الجوية الأمريكية ضربات جوية على مواقع داعش في مجموعة من القرى مما تسبب في مقتل 13 من مقاتلي التنظيم وتدمير خمسة من سياراتهم وإجبارهم على سحب القوات من عفرين. حينها تقدم جيش الثوار (عدة فصائل ثورية كردية) باتجاه المدينة وتمكنوا من استرجاع قرية معراتة أم حوش ثم حربل وتلقراح.
في اليوم التالي شن داعش هجوما مضادا على قرية حربل فتمكن من «استعادة» المنطقة لفترة وجيزة. ومع ذلك استطاع جيش الثوار الدخول إلى القرية واستعادة السيطرة عليها ثم استولت على كمية من الأسلحة والذخائر ورفعت علم الاستقلال السوري في المدينة. عادت القوات الجوية الأمريكية لضرب أوكار داعش وتمكنت من تدمير مدفع هاون كان يستعمله التنظيم. في مساء ذلك اليوم قام عناصر من داعش بإرسال سيارات مفخخة إلى القرية لكن السيارات دُمرت قبل أن تصل إلى أهدافها.
فكك فرع وحدات الهندسة في وحدات سوريا الديمقراطية حوالي 70 لغما أرضيا حتى 2 أيلول/سبتمبر. أما الغارات الجوية الأميركية فدمرت سبع مواقع لداعش ومخبأ واحد للأسلحة في نفس اليوم. هيأت وحدات سوريا الديمقراطية مواقع في جامعة أم القرى من أجل قصف داعش خلال الليل مما أدى إلى شل التنظيم مرة أخرى. استمرت عمليات إزالة الألغام الأرضية التي زرعها أفراد التنظيم في القرية.
شن داعش هجوما مضادا جديدا على قريتي أم حوش وأم القرى في 4 أيلول/سبتمبر بعد قصفه لعناصر سوريا الديمقراطية بالأسلحة الثقيلة. ادعى داعش حينها أنه «استعاد» أم القرى وقتَل حوالي 30 من مقاتلي وحدات سوريا الديمقراطية ودمر مركبتان مدرعتان باستخدام الصواريخ المضادة للدبابات. في 6 أيلول/سبتمبر استولت وحدات سوريا الديمقراطية على قرية الوحشية. في 8 أيلول/سبتمبر أخلى عناصر داعش مقراتهم في الباب ثم انتقلوا باتجاه خفسة شرق المدينة مع عشرات السيارات التي تحمل المقاتلين والأسلحة.

### المرحلة الثانية
في 19 أيلول/سبتمبر قصف داعش عدة قرى بالمدفعية الصاروخية ثم فجر سيارتان مفخختان، شن داعش هجوما مضادا آخر على أم حوش من ثلاثة محاور. استمرت الاشتباكات العنيفة بين وحدات سوريا الديمقراطية وداعش لليوم التالي. قُتل خلال هذه الاشتباكات 16 من مُقاتلي وحدات سوريا الديمقراطية مقابل عدد مجهول من التنظيم. هدأت حدة الاشتباكات في نهاية المطاف ومع ذلك فقد استمر القتال في ضواحي القرية.
في 24 و25 أيلول/سبتمبر سيطرت وحدات سوريا الديمقراطية على الحسية واستمرت الاشتباكات في بيت عيسى جنوب القرع. مكن هذا وحدات سوريا الديمقراطية من التقدم مسافة 20 كم إلى الغرب من مدينة الباب.
في 28 أيلول/سبتمبر، شن داعش رابع هجمة مضادة حيث فجر سيارتان مفخختان نقاط التفتيش تابعة للوحدات في أم القرى وأم حوش ثم أطلق قذائف هاون على مقر قوات سوريا الديمقراطية في المنطقة. ردت القوات الكردية بإطلاق نيران المدفعية الثقيلة على مواقع داعش في قرى الوحشية وحيساسيك. وفقا لوحدات سوريا الديمقراطية فقد قُتل ما لا يقل عن 16 من مسلحي داعش في حين قُتل 6 من المقاتلين الكرد خلال الهجمات. اندلعت اشتباكات جديدة بين الطرفين بالقرب من بلدة حربل وهناك تم تدمير مركبات لداعش وقُتل ثمانية من أفراد التنظيم المتشدد. شنت الطائرات الحربية الأمريكية ثلاث غارات جوية على الأقل على معاقل داعش مما أجبر مسلحي التنظيم على الانسحاب. صرح المتحدث باسم وحدات سوريا الديمقراطية أحمد سلطان وأكد على أن الاشتباكات قد توقفت في منتصف الليل ويرجع ذلك إلى الضربات الجوية التي نفذتها الولايات المتحدة.